# 설중매 (드라마)
《설중매》(雪中梅)는 1984년 1월 9일부터 1985년 2월 26일까지 방영된 문화방송 월화드라마로, 정통 사극 조선왕조 오백년 시리즈의 세 번째 작품이다. 문종 시대부터 단종, 세조, 예종, 성종, 연산군 시대를 엮어갔던 조선왕조 최대의 격동기를 재조명하였다.
한 맺힌 인생을 살았던 인수대비 소혜왕후 한씨하고 기상천외의 인물 한명회, 한명회하고 함께 왕위찬탈을 감행한 수양대군 세조하고 비극의 임금 단종, 또 하나의 기인 유자광이 등장하며, 성종 시대의 폐비 윤씨의 한을 거쳐 연산군의 폭정으로 끝을 맺게 된다.
이 드라마는 총 105회로 역대 시리즈 중 가장 오랜 기간 동안 방영되었으며, 첫 회부터 1984년 3월 26일까지는 월요일만 방영되다가, 1984년 4월 2일부터는 월요일하고 화요일로 확대되어 방영되었다. 또한 1984년 8월 14일까지는 1부로 해서 끝내고 1984년 8월 20일는 배역의 70%를 대폭 물갈이해 2부가 시작되었다.
한편, 한명회 역을 맡은 정진은 그 동안 단역을 주로 맡아 활동하였으나 이번 작품에서 비중 높은 역을 맡고 연기가 뛰어나서 엄청난 인기를 누린 화제의 인물이 되었다.

## 방송 시간
| 방송 채널 | 방송 기간                          | 방송 시간                                 | 방송 분량 |
| --------- | ---------------------------------- | ----------------------------------------- | --------- |
| MBC TV    | 1984년 1월 9일 ~ 1984년 3월 26일   | 매주 월요일 밤 10시 10분 ~ 11시 30분      | 80분      |
| MBC TV    | 1984년 4월 2일 ~ 1984년 10월 16일  | 매주 월 · 화요일 밤 10시 15분 ~ 11시 15분 | 60분      |
| MBC TV    | 1984년 10월 22일 ~ 1985년 2월 26일 | 매주 월 · 화요일 밤 9시 45분 ~ 10시 45분  | 60분      |

## 줄거리
한 맺힌 인생을 살아야 했던 인수대비 한씨와 기상천외한 인물 한명회, 한명회와 함께 왕위 찬탈을 감행했던 수양대군 세조와 비운의 왕 단종, 단종의 복위를 꾀하다 처형을 면치 못했던 성삼문과 다섯 충신들, 또 하나의 기인 유자광, 성종 시대 폐비 윤씨의 한을 거쳐 연산군의 폭정으로 막을 내린다.

## 출연
- 고두심 : 인수대비 역
- 정진 : 한명회 역
- 남성우 : 세조 이유 역
- 정혜선 : 정희왕후 역
- 이대근 : 홍윤성 역
- 박일 : 권람 역
- 변희봉 : 유자광 역
- 길용우 : 성종 이혈 역 (아역: 김세영)
- 이기선 : 폐비 윤씨 역
- 최정원 : 공혜왕후 역
- 최명길 : 정현왕후(자순대비) 역
- 임영규 : 연산군 이융 역
- 이미숙 : 장녹수 역
- 신충식 : 임사홍 역
- 임현식 : 임숭재 역
- 전인택 : 안평대군 역
- 임정하 : 문종 이향 역
- 신성균 : 단종 이홍위 역
- 한상혁 : 이극배 역
- 박병훈 : 덕종 이장 역
- 홍성민 : 이현로 역
- 정승현 : 정인지 역
- 전무송 : 한확 역
- 박웅 : 신숙주 역
- 박인환 : 이사철 역
- 강성욱 : 정창손 역
- 이미지 : 귀인 엄씨 역
- 김해숙 : 귀인 정씨 역
- 전운 : 김종서 역
- 박규채 : 김처선 역
- 신국 : 임희재 역
- 이영범 : 월산대군 이정 역
- 엄유신 : 승평부부인 역
- 조경환 : 박원종 역
- 김광배 : 양도사 역
- 한애경 : 폐비 신씨 역
- 이정훈 : 영응대군 이염 역
- 김주영 : 귀성군 이준 역
- 한영수 : 예종 이황 역
- 정욱 : 제안대군 이현 역
- 윤석오 : 임영대군 이구 역
- 남성훈 : 정양군 이순 역
- 최민희 : 한명회 부인 민씨 역
- 김용선 : 난이 역
- 최선균 : 송현수 역
- 정호근 : 회원군 이쟁 역
- 이영범 : 안양군 이항 역
- 이희도 : 완원군 이수 역
- 윤철형 : 회산군 이염 역
- 최재호 : 봉안군 이봉 역
- 장보규 : 양정 역
- 김기일 : 홍달손 역
- 김석옥 : 제헌왕후의 어머니 고령 신씨(연산군의 외할머니) 역
- 박영지 : 윤필상 역
- 차윤회 : 한백륜 역
- 김용건 : 노사신 역
- 박상조 : 임을어운 역
- 김호영 : 구치관 역
- 이영후 : 김종직 역
- 김수일 : 김시습 역
- 나성균 : 평양감사 역
- 김기현 : 송석손 역
- 박종관 : 신승선 역
- 박영태 : 신수근 역
- 김현직 : 강맹경 역
- 한규희 : 이극돈 역
- 문회원 : 한명진 역
- 남능미 : 한명회의 장모 역
- 최명수 : 민대생 역
- 이도련 : 원구 역
- 박찬환 : 수문장 역
- 이계인 : 엄자치 역
- 박윤배 : 김자원 역
- 나영진 : 엄흥도 역
- 나문희 : 민상궁 역
- 윤순홍 : 남이 역
- 국정환 : 이징옥 역
- 송기윤 : 양녕대군 역
- 임문수 : 홍귀달 역
- 이운우 : 이세좌 역
- 조형기 : 홍길동 역
- 심양홍 : 권완 역
- 강계식 : 황보인 역
- 김웅철 : 효령대군 역
- 오승룡 : 성승 역
- 남영진 : 금성대군 역
- 전국근 : 한치형 역
- 홍순창 : 이자건 역
- 이도련
- 맹상훈
- 임채무 : 성삼문 역
- 김사천 : 박팽년 역(사육신)
- 황일청 : 하위지 역
- 사상기 : 유성원 역
- 장희진
- 양지운 : 해설

## 수상
- 1984년 MBC 연기대상 여자우수상 - 고두심
- 1984년 MBC 연기대상 특별상 - 정진

## 결방 사유 및 편성 변경
- 1984년 4월 2일 : 매주 월요일 1회 방영에서 매주 월·화요일 2회로 변경[4]
- 1984년 4월 23일 : 19~20회 연속 방영
- 1984년 4월 24일 : LA 올림픽 축구 최종 예선전 〈한국 대 사우디아라비아〉 위성 중계로 인해 결방[5]
- 1984년 6월 25일 : 6.25 특집 드라마 2부작 《유형의 땅》 방영으로 인해 결방[6]
- 1984년 6월 26일 : 37~38회 연속 방영
- 1984년 8월 14일 : 특집 MBC 뉴스데스크로 인해 순연되어 밤 10시 30분부터 방영
- 1984년 8월 20일 : 민방위날 야간등화관제 훈련실황 방송으로 순연되어 밤 10시 30분부터 방영
- 1984년 12월 31일 : 《MBC 10대 가수 가요제》 중계방송으로 결방[7]
- 1985년 1월 1일 : 원단기획 〈진단 85년의 세계〉와 신년 특선영화 《용쟁호투》 방영으로 결방[7]
- 1985년 1월 29일 ~ 2월 5일 : 〈공명선거 캠페인〉 방송으로 순연되어 밤 9시 55분부터 방영
- 1985년 2월 12일 : 제 12대 국회의원 선거 개표 방송으로 결방[8]

## 참고 사항
- 이 드라마는 흥미본위와 강자에 대한 편향된 인물 묘사로 역사 왜곡이라는 평을 받기도 했다. 예를 들어, 세종대왕이 아끼던 충신이며 우리나라 땅을 넓히는데 큰 공헌한 바 있는 김종서를, 극중에서 수양대군의 입을 통해 ‘요망한 것’이나 ‘간적’이라고 표현하는 것은 문제가 있지 않냐고 지적하는 시청자의 투고도 있었다.[9]